# MVP mistrzostw Ameryki w koszykówce kobiet
MVP mistrzostw Ameryki w koszykówce kobiet – nagroda przyznawana najbardziej wartościowej zawodniczce mistrzostw Ameryki w koszykówce kobiet.

## Laureatki
|                 | oznacza zawodniczkę, której zespół wygrał turniej w tym samym roku |
|                 | oznacza członkinię FIBA Hall of Fame                               |
|                 | oznacza nadal aktywną zawodniczkę                                  |
| Zawodniczka (X) | oznacza kolejną nagrodę, przyznaną tej samej zawodniczce           |
| Zespół (X)      | oznacza zespół, którego zawodniczka zdobyła po raz kolejny nagrodę |

| Rok  | Zawodniczka          | Pozycja    | Zespół            | Przyp. |
| ---- | -------------------- | ---------- | ----------------- | ------ |
| 2007 | Yaquelín Plutín      | Środkowa   | Kuba              |        |
| 2009 | Adriana Moisés Pinto | Obrońca    | Brazylia          | [ 1 ]  |
| 2011 | Érika de Souza       | Środkowa   | Brazylia          | [ 2 ]  |
| 2013 | Yamara Amargo        | Skrzydłowa | Kuba              | [ 3 ]  |
| 2015 | Kia Nurse            | Obrońca    | Kanada            | [ 4 ]  |
| 2017 | Nirra Fields         | Obrońca    | Kanada            | [ 5 ]  |
| 2019 | Sylvia Fowles        | Środkowa   | Stany Zjednoczone | [ 6 ]  |